# Khalifa Sankaré
Papa Khalifa Sankaré (Dakar, Senegal; 15 de agosto de 1984) es un futbolista senegalés. Juega de defensa. Desde 2018 está sin equipo, tras dejar el Cádiz C.F. de la Segunda División de España.

## Clubes
| Club             | País    | Año         |
| ---------------- | ------- | ----------- |
| US Boulogne      | Francia | 2003 - 2007 |
| Zulte Waregem    | Bélgica | 2007 - 2008 |
| K.V. Oostende    | Bélgica | 2008 - 2009 |
| RAEC Mons        | Bélgica | 2009 - 2010 |
| Olympiakos Volos | Grecia  | 2010 - 2011 |
| Aris Salónica    | Grecia  | 2011 - 2012 |
| Asteras Tripolis | Grecia  | 2012 - 2013 |
| Al-Arabi SC      | Kuwait  | 2013 - 2014 |
| Asteras Tripolis | Grecia  | 2014 - 2016 |
| Cádiz C.F.       | España  | 2016 -      |